# Erinaceus europaeus
Espèce
Statut de conservation UICN

NTA2ac : Quasi menacé
le Hérisson commun (Erinaceus europaeus), également nommé  Hérisson d'Europe, est une espèce de petits mammifères, omnivore et nocturne, de la famille des Erinaceidae, classée dans l'ordre des Eulipotyphla. Ce hérisson est répandu en Europe, y compris la Russie d'Europe, sauf le grand Nord, ainsi qu'en Turquie et dans le Caucase. Espèce envahissante en Nouvelle-Zélande, où il a été introduit, cet animal est, au contraire, en Europe, une espèce protégée par la Convention de Berne et en France, par l’arrêté du 23 avril 2007.
En 2024, son statut de vulnérabilité a changé : antérieurement classé en "préoccupation mineure" sur la liste rouge de l'Union internationale pour la conservation de la nature (UICN), cette espèce est désormais classée espèce "quasi menacée". Ce changement de statut, annoncé lors de la COP16 sur la biodiversité, reflète un déclin rapide de sa population dans de nombreux pays d’Europe de l’Ouest, notamment au Royaume-Uni, en Norvège, en Suède, au Danemark, en Belgique, aux Pays-Bas, en Allemagne et en Autriche.

## Dénominations
Il est appelé aussi Hérisson européen, Hérisson d'Europe, Hérisson d'Europe occidentale, Hérisson d'Europe de l'Ouest ou plus simplement Hérisson ordinaire ou Hérisson tout court,.

## Phylogénie, paléontologie
Depuis les années 1990, la génétique et la phylogénie de cette espèce et celle de son groupe commencent à être mieux connues. Elles montrent notamment que (comme Erinaceus concolor et de nombreuses autres) le Hérisson européen a subi les modifications écopaysagères et climatiques des trois derniers cycles de glaciation/déglaciations, avec des populations qui ont dû se déplacer vers les refuges glaciaires puis au gré des expansions interglaciaires. Des analyses génétiques récentes ont commencé à préciser le rôle de refuge qu'ont joué la péninsule Ibérique, l'Italie et les Balkans lors des dernières glaciations.

## Description

### Morphologie

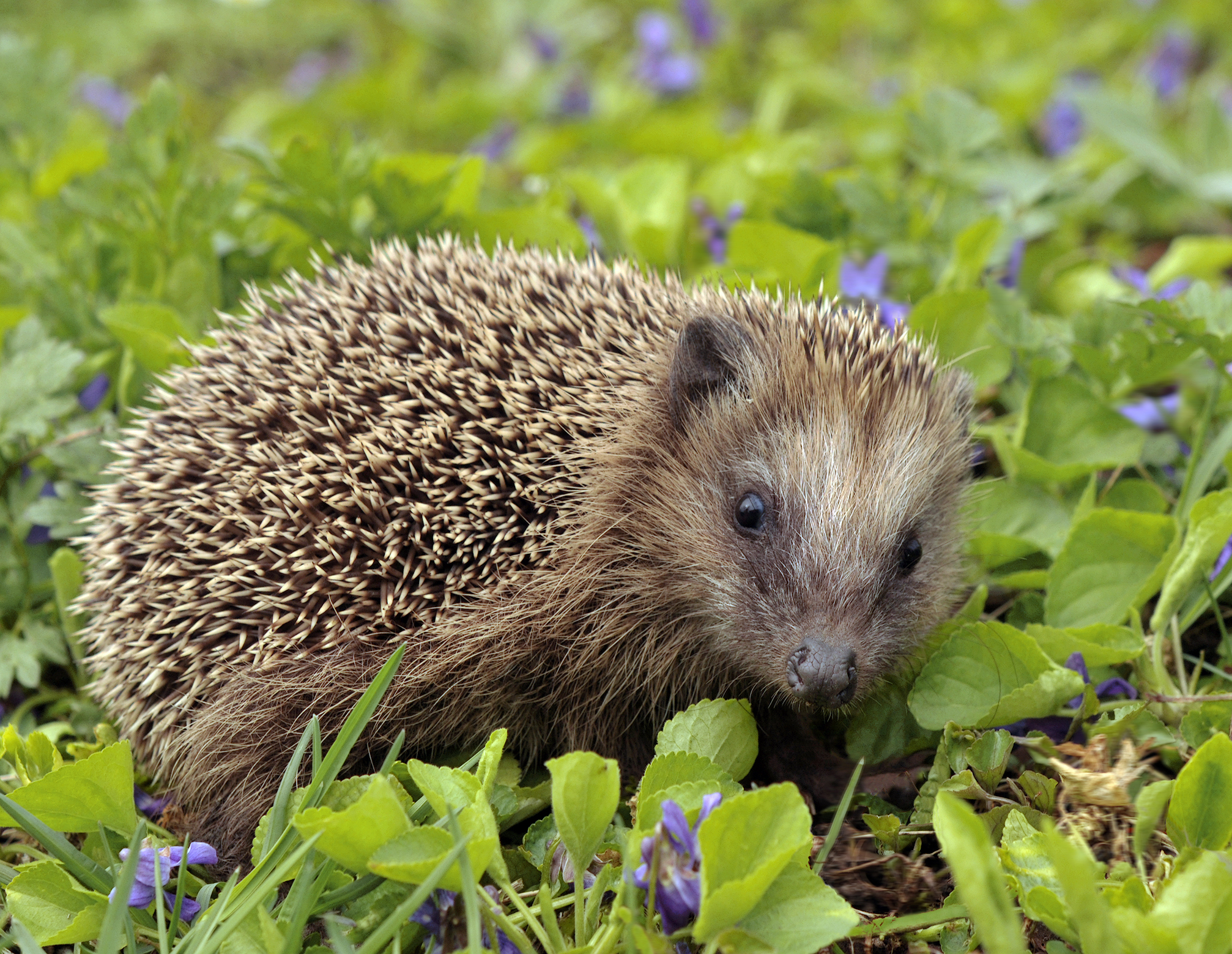
Hérisson commun juvénile.

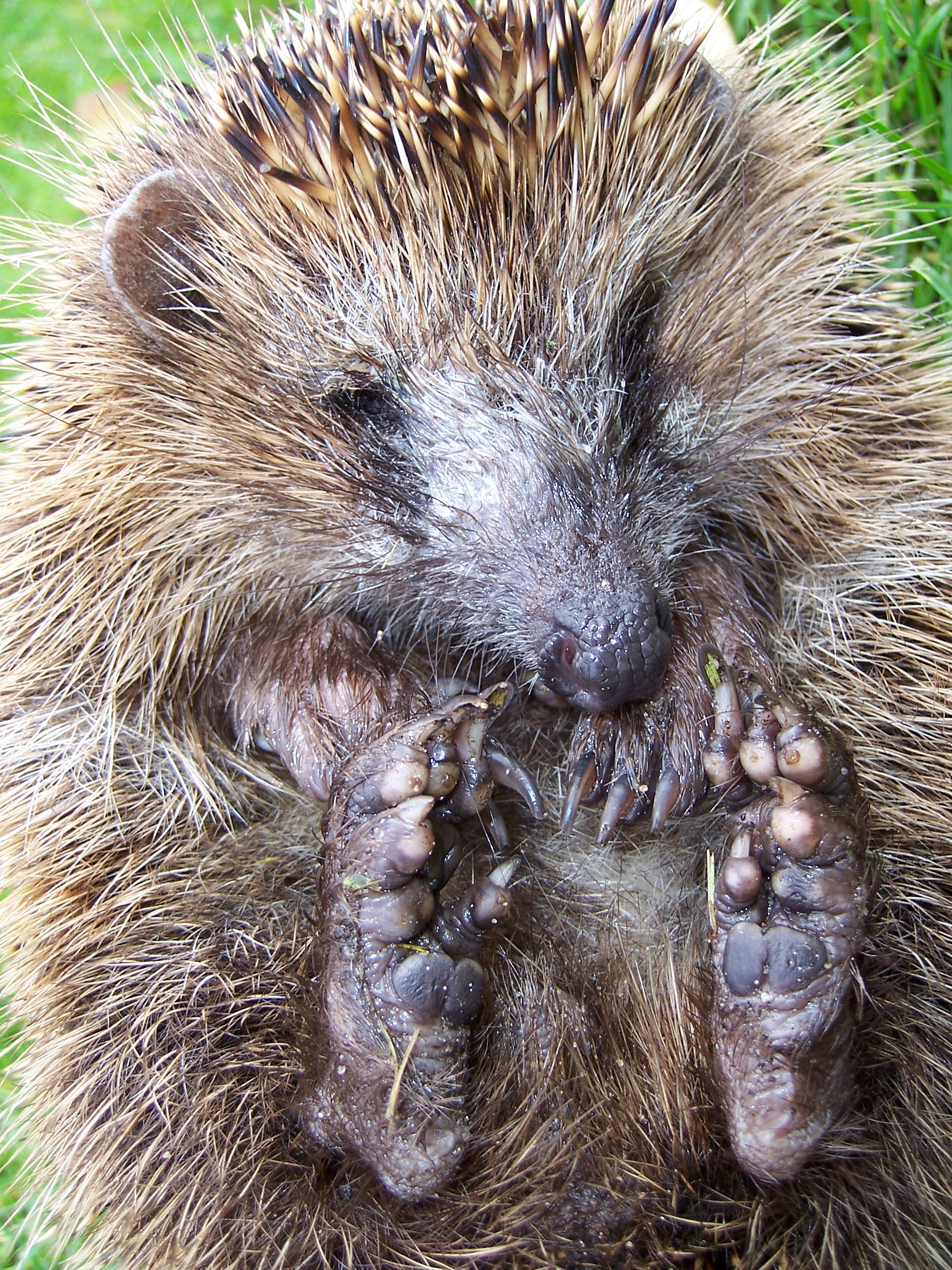
Tête et pattes.

La tête, dans le prolongement du corps, se termine par un museau pointu et un rhinarium qui lui permet de détecter la nourriture jusqu'à 3 cm dans le sol, grâce à un odorat très développé. Les oreilles sont courtes, 2 à 3 cm, et en partie cachées par les poils. Le Hérisson a quatre membres et une petite queue conique de 2 à 3 cm, mais il est assez rare de l'apercevoir. Il possède trente-six dents.
Le corps, long de 20 à 30 cm, haut de 12 à 15 cm, est recouvert de poils qui se renouvellent de manière continue. Du front jusqu'aux flancs, ils sont recouverts d'une sorte de membrane à la naissance, puis percés en quelques heures. Souples et blanches chez le jeune hérisson, elles tombent et sont remplacées par des piquants creux plus résistants de 2 à 3 cm qui poussent et se renouvellent sur une durée de 18 mois environ.

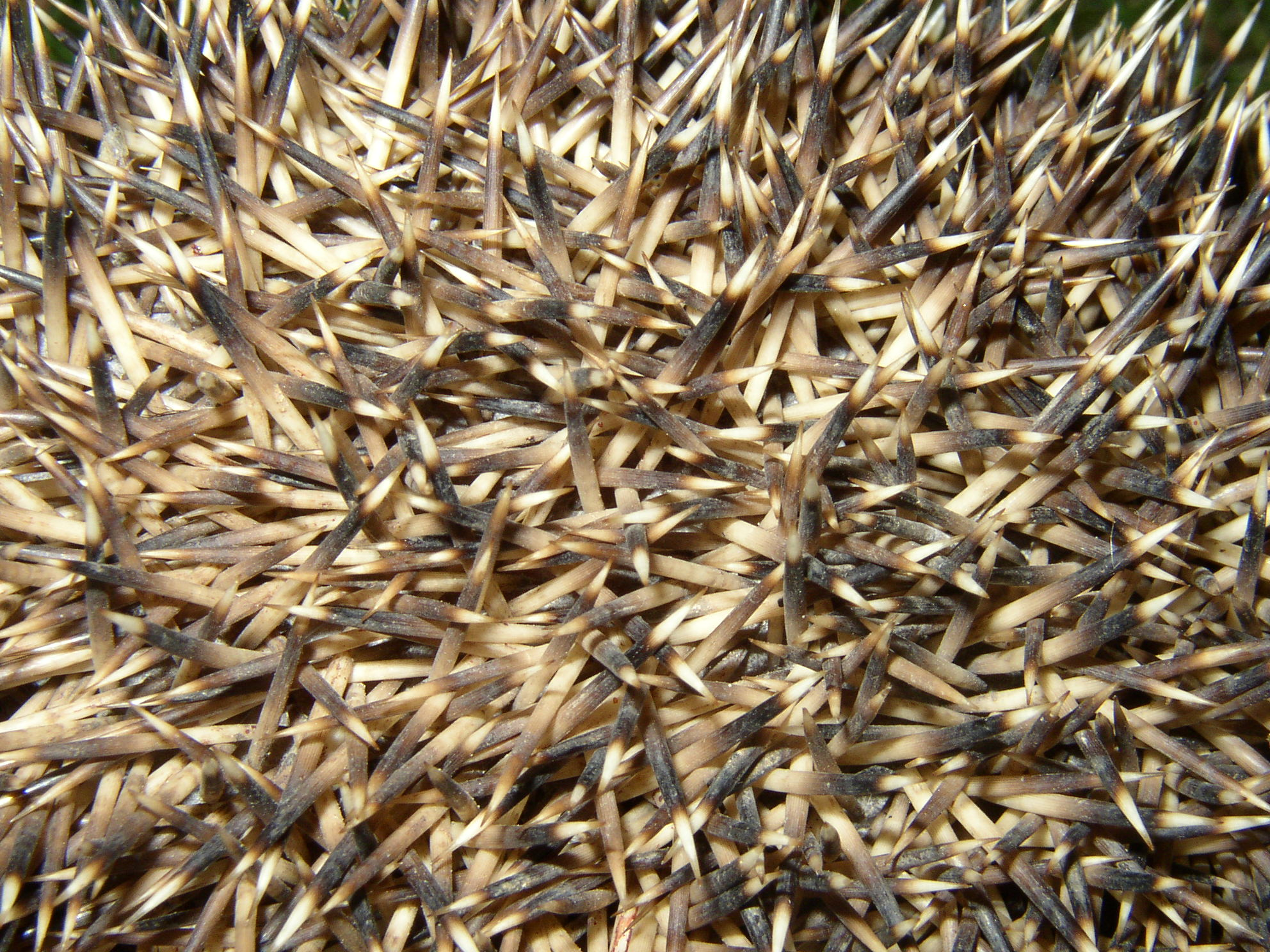
Piquants vus en gros plan.

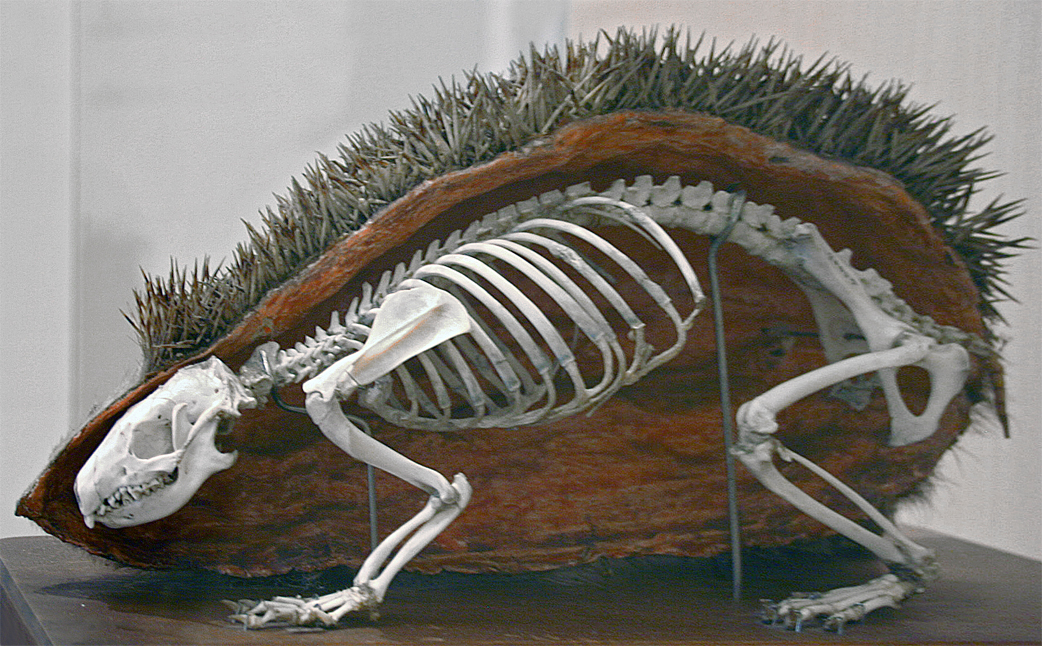
Position du squelette par rapport au corps (vue en coupe).

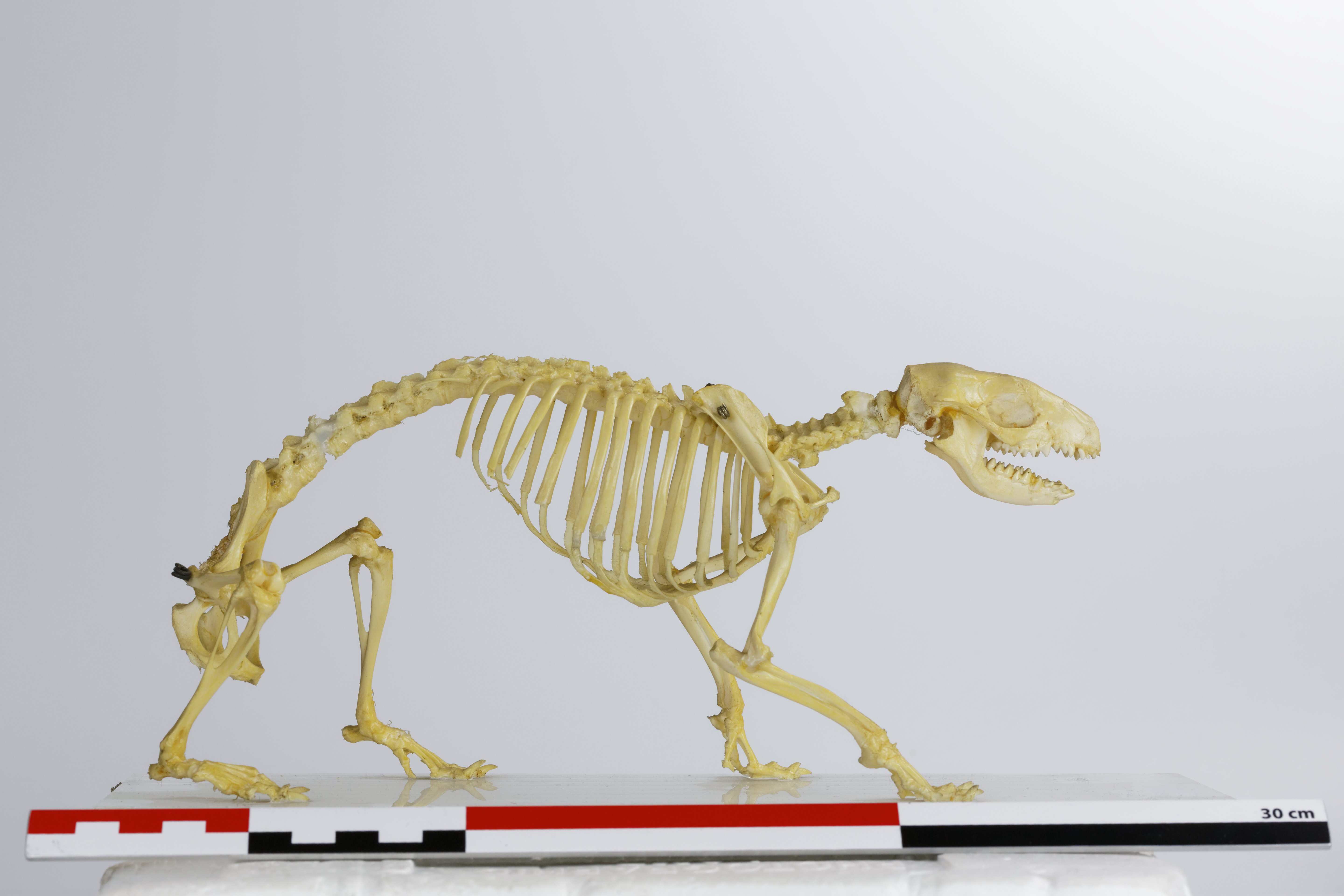
Squelette - UPMC.

Le hérisson adulte possède entre 5 000 et 7 500 piquants. Ce sont en fait des poils de 2 à 3 cm de long, de couleur variable, à la base généralement brune. Ils sortent de la peau par trois, chacun dans une direction différente. Creux en leur centre, donc très légers, ils présentent une cannelure externe qui renforce leur solidité et les rend pratiquement indéformables et incassables. Il est même théoriquement possible de suspendre l'animal par une seule épine. Ils sont coudés à la racine, et peuvent par conséquent être pliés ou dépliés sur le corps de l'animal par des muscles striés situés le long du corps. Une épine peut tenir jusqu'à 18 mois avant de tomber et d'être rapidement remplacée, en quelques jours.
Le reste du corps est couvert de longs poils raides et brunâtres, plus ou moins soyeux. Cette fourrure n'est pas assez dense pour offrir au hérisson une bonne protection contre les grands froids.
La masse dépend du sexe, les mâles étant un peu plus lourds que les femelles, mais elle varie surtout énormément selon les saisons ou l'abondance de la nourriture, et aussi de l'âge ou de la santé des individus. Chez un adulte les extrêmes vont de 300 g à plus de 2 kg, à l'approche de l'hiver. Les hérissons britanniques sont moins lourds (environ 650 g l'été et 1 kg l'hiver) que sur le continent (environ de 800 g l'été à 1,6 kg l'hiver).
Leur couleur est variable, souvent plus claire au sud mais des individus moins colorés se retrouvent partout. Il est à noter cependant que les hérissons aux nez et pattes roses, presque blonds, sont particulièrement nombreux dans l'île anglo-normande d'Aurigny.
Certains auteurs ont distingué des sous-espèces : le Hérisson de l'Europe de l'Ouest (Erinaceus europaeus europaeus), le Hérisson du Portugal (Erinaceus europaeus hispanicus), le Hérisson sarde (Erinaceus europaeus italicus) ainsi que Erinaceus europaeus koreensis ou Erinaceus europaeus transcaucasius.

### Différences avec les autres espèces de Hérissons
Au niveau du pelage Erinaceus europaeus possède un masque sombre autour des yeux et du nez, plus défini que chez le Hérisson d'Europe orientale (Erinaceus concolor). Ce dernier a en outre une couleur généralement gris brun foncé avec l'extrémité des poils clairs. Le Hérisson commun n'a pas non plus cette zone distincte de poils blancs présente sur le pelage ventral et remontant parfois sur les flancs de son homologue oriental.
Au niveau du squelette, le maxillaire est proportionnellement moins long que chez Erinaceus concolor, faisant au Hérisson commun un museau plus court.
Dans le sud de l'Europe, où ils ont un pelage plus clair que dans le nord, on différencie le Hérisson commun du Hérisson d'Algérie (Atelerix algirus) par l'absence d'espace nu marqué et de continuité sur le front, entre poils et piquants.
Mais il est parfois très difficile de différencier les espèces uniquement d'après les caractères morphologiques des individus rencontrés, par exemple parmi les populations poitevines. Comparer leur communication acoustique et olfactive pourrait alors s'avérer d'une aide utile.

## Répartition

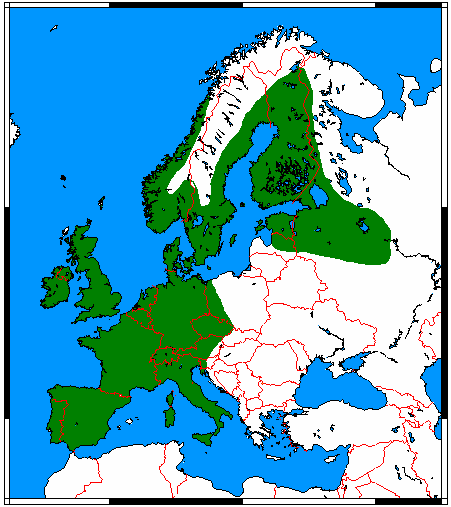
Répartition du Hérisson commun.

Cette espèce est commune dans toute l'Europe, jusqu'à 65° de latitude Nord. Le Hérisson européen est répandu en Eurasie, y compris la Russie d'Europe, sauf le grand Nord, ainsi qu'en Turquie et dans le Caucase. Il a également été introduit en Nouvelle-Zélande. Cet animal est protégé dans certaines régions. D'autres espèces vivent en Afrique et en Asie. On n'en trouve ni en Amérique, ni en Australie.

## Comportement
Sauf quand il hiberne et qu'il dort, le hérisson est très actif. Une étude de radiopistage a montré qu'en cas de nécessité il parcourt facilement des distances de 5 à 8 km même si un rayon de 4 km semble plus naturel. Des expériences ont également montré que dans des parcelles à environnement défavorable, il est nettement plus attiré par les bordures de ces parcelles (qu'il utilise alors comme corridor). Dans ces conditions, une proportion importante d'entre eux tend à rester près des routes (certains s'y faisant écraser) et se montre plus attirée par l’environnement urbain que les zones d'agriculture intensive.
Déplacés expérimentalement à quelques km de leur point de capture, certains hérissons y sont rapidement retournés, ce qui laisse supposer un sens de l'orientation bien développé.
Le Hérisson européen hiberne. Sous l'effet de changements hormonaux, en début de l'automne, il prépare un nid garni de feuilles mortes puis se roule en boule et s'endort d'un profond sommeil entrecoupé de brefs réveils. Cet hibernant utilise 30 % des réserves de graisses accumulées dans son corps au cours de la belle saison.

### Alimentation et chasse
Le Hérisson est un animal semi-nocturne. Il chasse la nuit à la vitesse moyenne de 3 mètres par minute, mais peut faire des courtes pointes de vitesse et parcourt environ 2 ou 3 kilomètres. Dès le crépuscule, il cherche sa nourriture composée d'insectes, de vers, d'escargots, de limaces, d'œufs, de fruits et de baies. Il est à ce titre un auxiliaire de tout premier plan pour les jardiniers. Il s'attaque parfois aux serpents, lézards, rongeurs, amphibiens, oiseaux nichant à terre.
Il passe la journée à dormir (environ 18 heures par jour) dans un gîte qu'il aménage avec des feuilles, ou sous un buisson, et ne sort pas en plein jour (excepté en de rares occasions, après une chute de pluie par exemple, ou parce qu'il a été dérangé).
Quand le hérisson mange, il fait beaucoup de bruit : il mastique bruyamment, grogne, s'énerve, envoie de la terre à plusieurs mètres lorsqu'il gratte le sol, fouille parmi les feuilles, renifle bruyamment. Doté d'une vue très basse, il se sert surtout de son odorat et de son ouïe fine pour chasser. Il est par exemple capable d'entendre un ver de terre se glissant sous les feuilles mortes.
Contrairement à une idée répandue, les hérissons ne supportent pas le pain ou le lait de vache qui leur donne des diarrhées mortelles. En cas de nécessité, il convient de les abreuver avec de l'eau et de leur offrir de la nourriture pour chat ou chiot.

### Territoire
Il varie beaucoup selon la richesse trophique du milieu, et parfois de manière saisonnière. Dans une zone moyennement riche en offre de nourriture, l'aire vitale d'un hérisson est d’environ trois hectares, mais une population viable à long terme nécessite une mosaïque de milieux et des possibilités de dispersion (corridors biologiques) et d'échanges génétiques pour les jeunes. Des études par traçage radio ont permis de mieux comprendre la manière dont il se déplace dans le paysage, et de comparer ses déplacements à ceux de modèles de dispersion dits « à faible coût » (il ne se déplace pas aléatoirement, mais ne suivrait pas non plus tout à fait (Driezen & al. (2007) les cheminements qui selon les modèles seraient les moins énergétiquement coûteux pour lui, peut-être à cause d'une exploitation « généraliste » de son habitat.

### Technique de défense

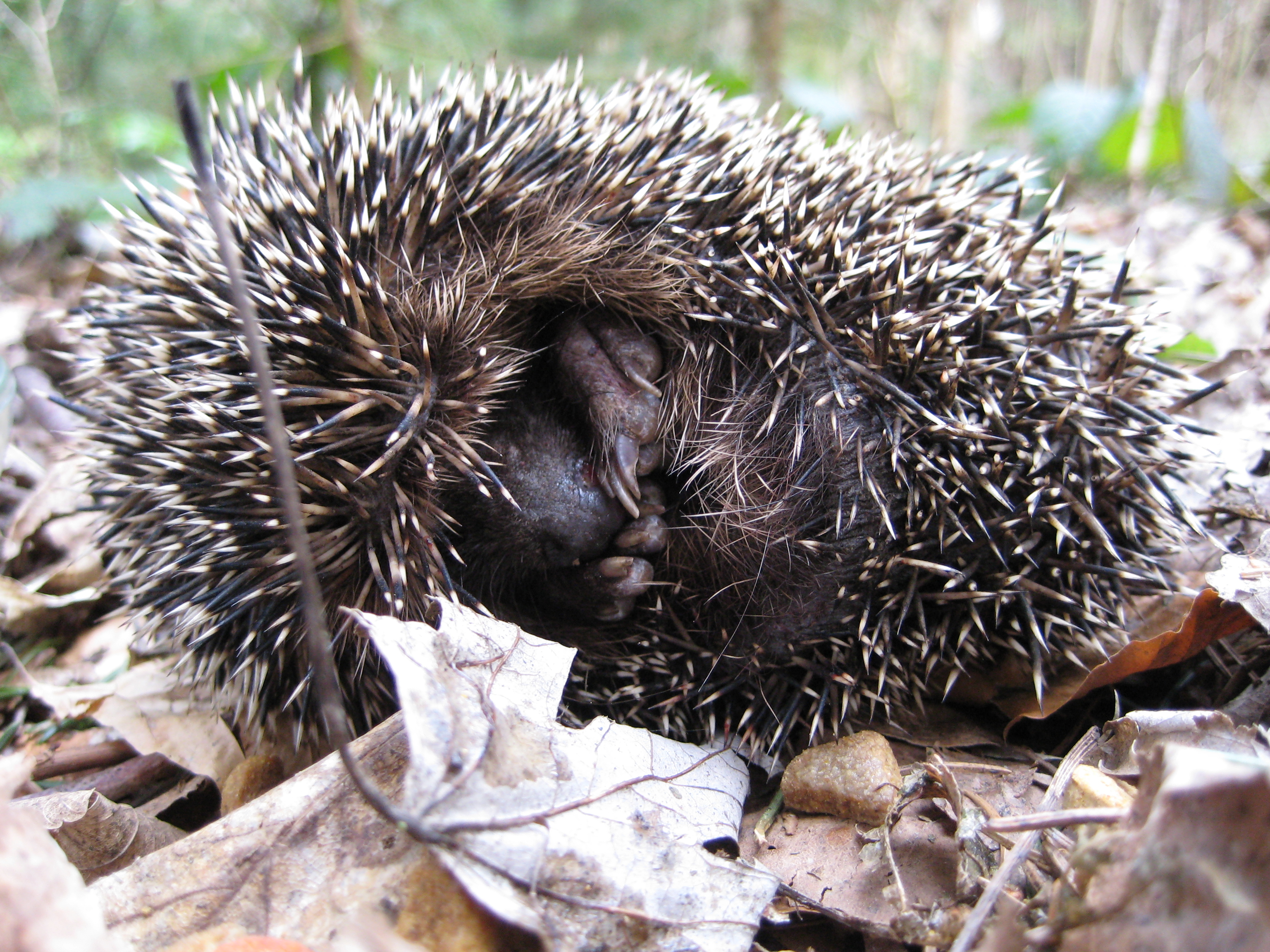
Un « muscle peaucier » permet au hérisson de former une boule de piquants dressés.

Cet animal, aux mœurs nocturnes, se déplace beaucoup mais, en cas de danger, s'immobilise et se roule en boule en hérissant ses piquants. À la moindre alerte ou bruit suspect, il dresse ses épines très rapidement. Si la menace se précise, il penche sa tête en avant et protège sa tête et ses pattes. À ce stade il n'est pas encore complètement en boule, car il doit continuer de surveiller ce qui se passe. Il ne se met en boule que quand on le touche et peut rester dans cette position pendant des heures sans la moindre fatigue. À ce stade, la tête dépasse encore de la boule d'épines, mais se trouve contre le sol, donc inaccessible. Si on le retourne, alors il rentre sa tête très rapidement. Les renards ou les chiens (principaux prédateurs) profitent de ce laps de temps très court pour essayer de le mordre à la tête ou au cou avant que la bête ait le temps de refermer son armure. À ce jour, seul le blaireau a été observé en train d'ouvrir un hérisson entièrement en boule[réf. nécessaire].
Les principaux muscles impliqués dans l'enroulement sont le panniculus carnosus et l'orbicularis. Les muscles recouvrent le front, l'épaule et la queue et chez un hérisson complètement enroulé, ni la tête ni les pieds ne sont apparents. 

### Habitat

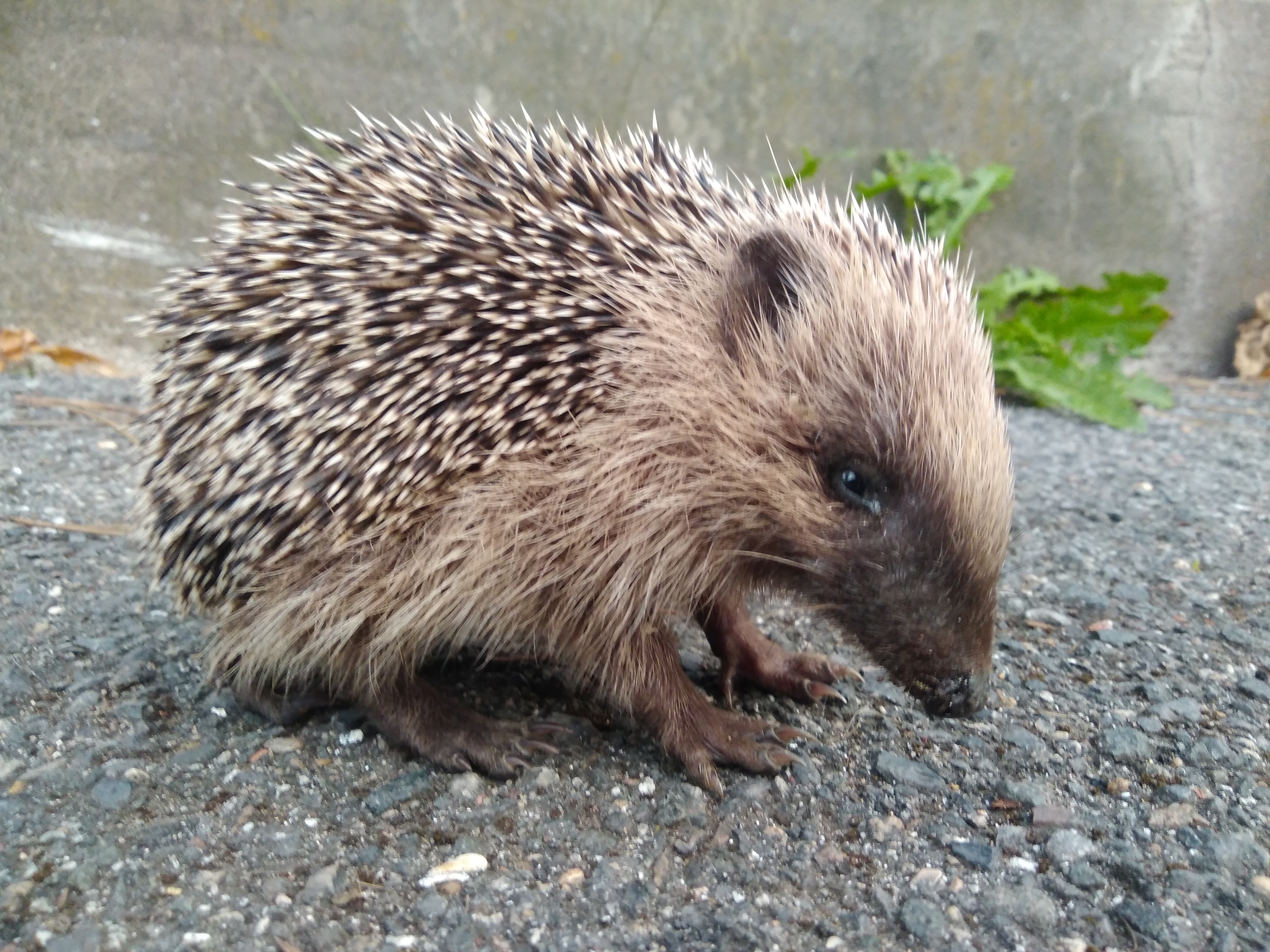
Jeune hérisson dans un environnement urbain (Rueil-Malmaison).

Le hérisson habite un terrier ou un tronc d'arbre. Chaque hérisson a son territoire, ce qui justifie les combats entre eux lors des saisons des amours. Pendant l'hibernation, il habite le même terrier et le modifie à sa façon. « Espèce nocturne emblématique des jardins, le Hérisson d’Europe Erinaceus europaeus s’invite aussi en ville. Habitué en temps normal aux lisières de bois, de haies, de buissons ou de jardins, le hérisson est considéré comme l’ami du jardinier en raison de son régime insectivore (limaces, escargots, coléoptères, etc.). En ville, son comportement diffère et c’est surtout dans les parcs, les zones résidentielles et particulièrement au pied des immeubles que nous pouvons le rencontrer. En 2009, la ville de Nantes a lancé une étude sur le cheminement du Hérisson d’Europe en collaboration avec l’Ecole Nationale Vétérinaire nantaise. Les résultats ont montré qu’en ville, le Hérisson d’Europe s’apparente à une espèce « parapluie », c’est-à-dire que sa simple présence garantit celle de nombreuses autres espèces (fouine, écureuil roux…). Il représente ainsi un témoin essentiel de la biodiversité urbaine. » Les différents dangers guettant l'animal en zone rurale ont contribué à réorganiser l’espèce : on la trouve aujourd’hui principalement en zone urbaine (entre quinze et trente-sept animaux par kilomètre carré) plutôt qu’en zone rurale (entre un et quatre).

## Espérance de vie
Son espérance de vie moyenne dans la nature se situe entre deux et trois ans. Elle atteint huit ans lorsque le hérisson se trouve en captivité (dix ans étant son espérance de vie maximale),.

## Hibernation
Le hérisson hiberne en saison froide quand sa nourriture, faite essentiellement d'invertébrés, se raréfie, phénomène qui a fait l'objet de plusieurs études pour mieux comprendre les déterminants et les processus en jeu.
Pour ce faire, il cherche un renfoncement dans le terrain, à l'abri d'un arbre, de ronces… pour y construire un nid protecteur. S'il n'en trouve pas, il peut creuser un terrier lui-même. Ensuite, il y construit un tas d'herbe, de feuilles et de brindilles. Une fois à l'intérieur, il effectue des petits sauts et des roulades pour tasser les parois de son abri et les rendre étanches. À l'intérieur, la température ne doit pas être trop chaude, pour ne pas le réveiller inutilement, ni trop froide, pour qu'il ne gèle pas.

Il est possible de l'héberger dans une dépendance, ou autre lieu calme et sec, dont il doit pouvoir sortir librement car cela reste un animal sauvage protégé par la Convention de Berne.
Durant son sommeil, la température du hérisson peut chuter de 20 °C. C'est pourquoi il doit se réveiller au moins une fois toutes les semaines pour éliminer l'acidose qui s'installe durant ses hypothermies. À chaque réveil, sa température remonte à la normale, ce qui a pour effet de réduire considérablement ses réserves de graisses. Un hérisson endormi brûle quotidiennement environ 2 g de graisse de réserve. Lorsque sa réserve de graisse devient trop basse, le hérisson doit impérativement reprendre une vie normale - quelle que soit la météo et la température - et trouver de la nourriture, sous peine de mourir (au début de l'hibernation, il doit peser au moins 600 g). Le hérisson se réveillant durant l'hiver, dans un jardin ou aux abords de cultures, il est utile de lui laisser une source de nourriture toute l'année (N.B. : contrairement aux oiseaux, qui ne doivent être nourris qu'en hiver, il n'y a aucun risque que le hérisson cesse de chasser puisqu'il préférera toujours sa nourriture naturelle). Pour le nourrir, il faut construire un petit abri dans lequel lui seul pourra entrer.

## Reproduction
À la fin de l'hibernation commence la saison du rut, qui dure jusqu'au mois de septembre.
Après une période de gestation de 5 à 6 semaines, les femelles mettent bas 4 à 7 jeunes. Il peut y avoir 2 mises bas dans l'année.

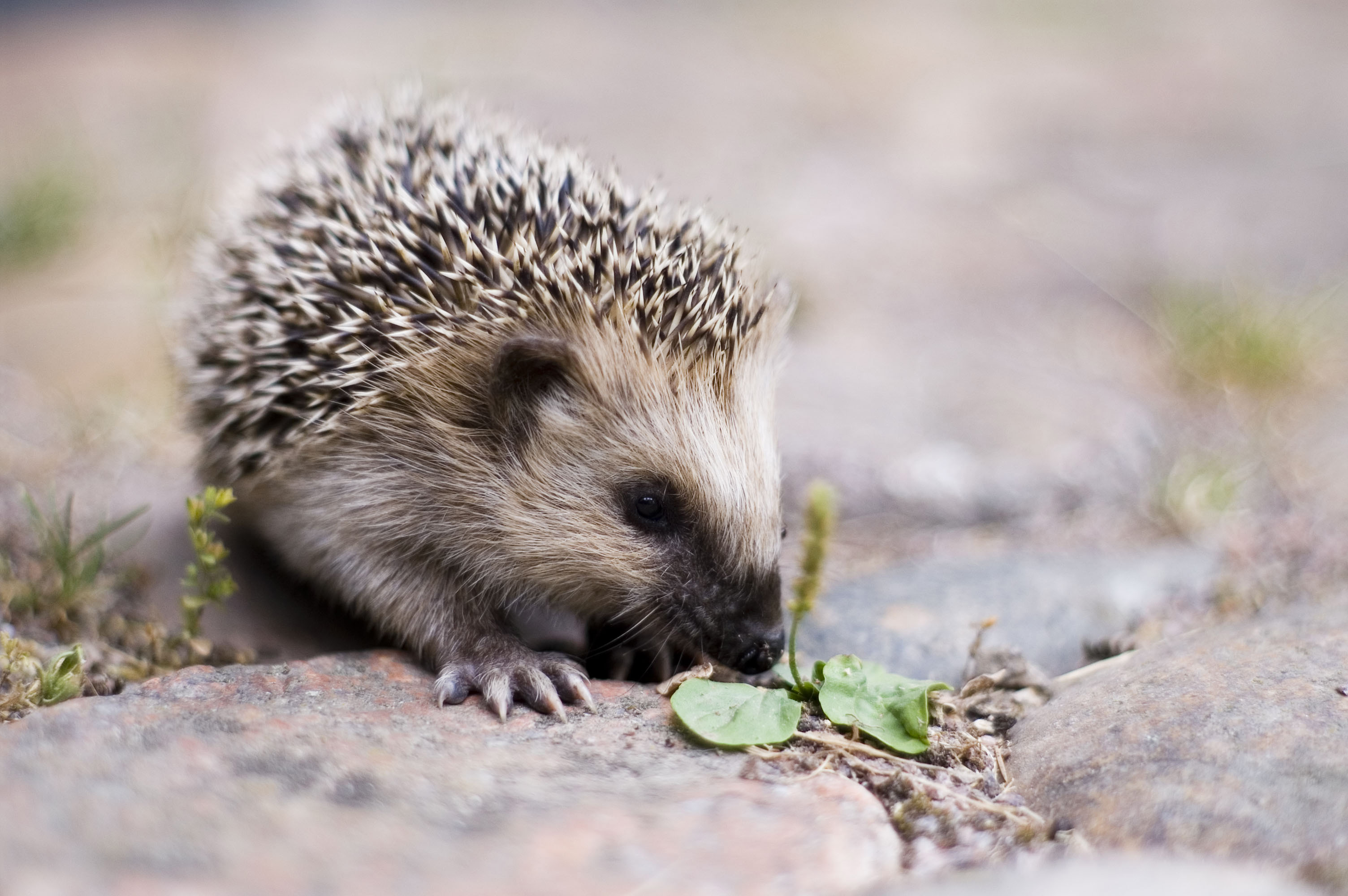
Jeune hérisson européen.

À la naissance, le bébé hérisson ne porte aucune épine. Mais, en quelques heures, son dos se recouvre d'une centaine d'épines blanches, molles et non piquantes. Elles vont tomber dans les trois semaines pour laisser la place à des aiguilles brunes. Le bébé hérisson est déjà capable de se mettre en boule, mais il n'est pas assez habile pour se protéger suffisamment.
Au bout de 3 à 4 semaine, les petits hérissons sortent du nid et suivent leur mère qui continue à les allaiter. Ils ressemblent presque à des adultes en plus petits. Vers 6 semaines les jeunes se dispersent à la recherche de nourriture.
Un mois après la séparation, la mère ne reconnaît déjà plus ses propres petits quand elle les croise sur son chemin. Le taux de mortalité des jeunes hérissons est très important : un quart à la dispersion et plus de trois quarts dans la première année. Sur 5 petits, seuls un ou deux en moyenne atteindront l'âge d'une année.

## Menaces
En tant qu'espèce commune et non menacée dans certaines parties de son aire de répartition, Erinaceus europaeus est classé en « quasi menacé d'extinction ( NT ) » sur la liste rouge de l'UICN. Cette espèce fragile mais prolifique subit une forte diminution d'effectifs dans une partie de son aire. En Grande-Bretagne, leur population est passée de 36,5 millions d'individus dans les années 1950 à 1,55 million d’individus en 1995, et ils font désormais l'objet d’une large protection.
Des ONG ont estimé que les hérissons disparaitraient quasiment d’ici à 2025 en France, et une pétition a été lancée en 2016 pour alerter les autorités au sujet du déclin de l'espèce. Ces estimations sont cependant contestées par des associations naturalistes telles que la Société française pour l'étude et la protection des mammifères, qui a publié en juin 2017 un communiqué pour réfuter certains arguments pseudo-scientifiques avancés par les auteurs de la pétition. En France l'espèce est classée comme protégée.

### Trafic routier
Pour un article plus général, voir Mortalité animale due aux véhicules.
Le trafic routier est l'une des menaces les plus visibles pesant sur l'espèce. En effet, le hérisson se met en boule dès qu'il se sent en danger, dont à l'approche d'un véhicule automobile. En France, de 1 à 3 millions de hérissons sont tués chaque année sur les routes, avec une moyenne de 1,8 million. Selon une étude réalisée sur les 439 kilomètres de routes de Suisse, les voitures tuent en moyenne chaque année un hérisson tous les 300 m.
Une étude a comparé les densités de populations sur des paires de parcelles comparables, les unes avec routes et les autres sans routes. Les hérissons ne sont pas absents des abords routiers, mais dans ces parcelles, ils sont 30 % moins nombreux que dans le même type de territoire mais sans routes. Une perte de 30 % des individus peut affecter la probabilité de survie des populations de ces zones.

### Modification du milieu de vie
La disparition progressive du bocage, des haies champêtres (remembrement) et des petits bois épars au milieu des champs nuit à l'établissement des populations. Le cloisonnement trop parfait de nos jardins à l'aide de clôtures ou de murs empêche également le hérisson de chasser convenablement. Il doit aujourd’hui parcourir de grandes distances pour trouver de la nourriture, des partenaires pendant la période de rut et des abris pour l’hibernation, ce qui augmente les risques de mourir.

### Pesticides
L'épandage sur les cultures de pesticides, notamment les néonicotinoïdes neurotoxiques, nuit gravement au hérisson car ceux-ci font disparaître sa nourriture (limaces, insectes, serpents, lézards, escargot) ou l'empoisonnent soit directement soit lorsqu'il dévore ses proies. Ainsi les granulés anti-limaces de couleur bleue au métaldéhyde sont particulièrement dangereux pour les hérissons (mais aussi pour les animaux domestiques et les enfants). Le hérisson croque souvent une limace empoisonnée avec ce produit et s'empoisonne à son tour.

### Prédation
Les principaux prédateurs naturels du hérisson d'Europe sont le blaireau européen, le hibou grand-duc, la chouette hulotte, le renard, le sanglier, la buse variable, le chien et la fouine.
La prédation de l'homme devrait en principe avoir disparu : en France métropolitaine, il est aujourd'hui interdit de chasser et naturellement de consommer du hérisson. Il faut préciser que par le passé, le hérisson (le niglo des Gitans et des Yéniches) constituait un mets de choix (un plat traditionnel), notamment dans les communautés des gens du voyage. La situation a changé (même s'il subsiste peut-être du braconnage) : en effet, l'animal bénéficie d’un statut de protection totale par l’arrêté du 23 avril 2007 ; il est d'ailleurs protégé dans toute la Communauté européenne.

### Parasites et maladies infectieuses

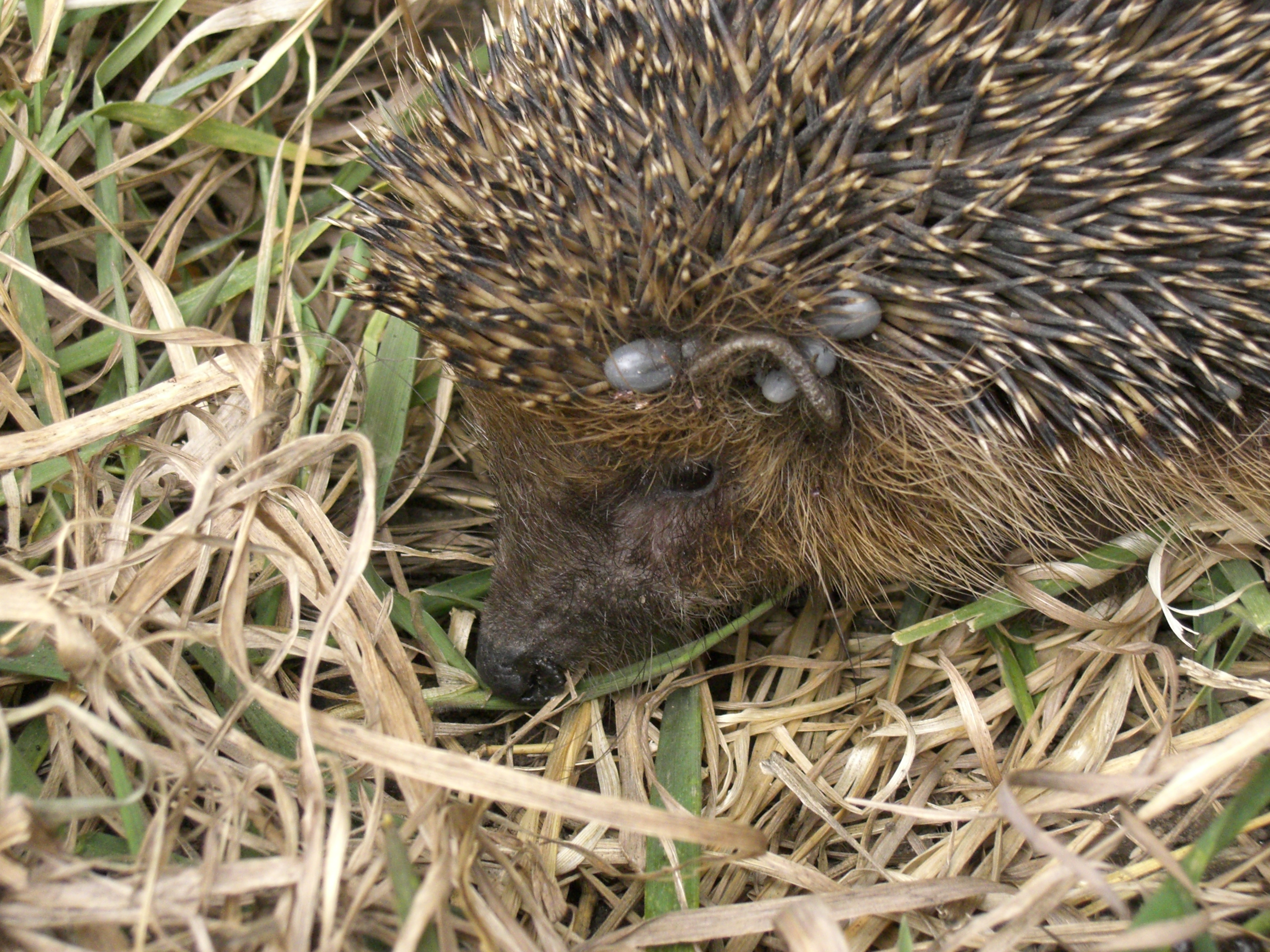
Le hérisson supporte de nombreux parasites comme certaines tiques.

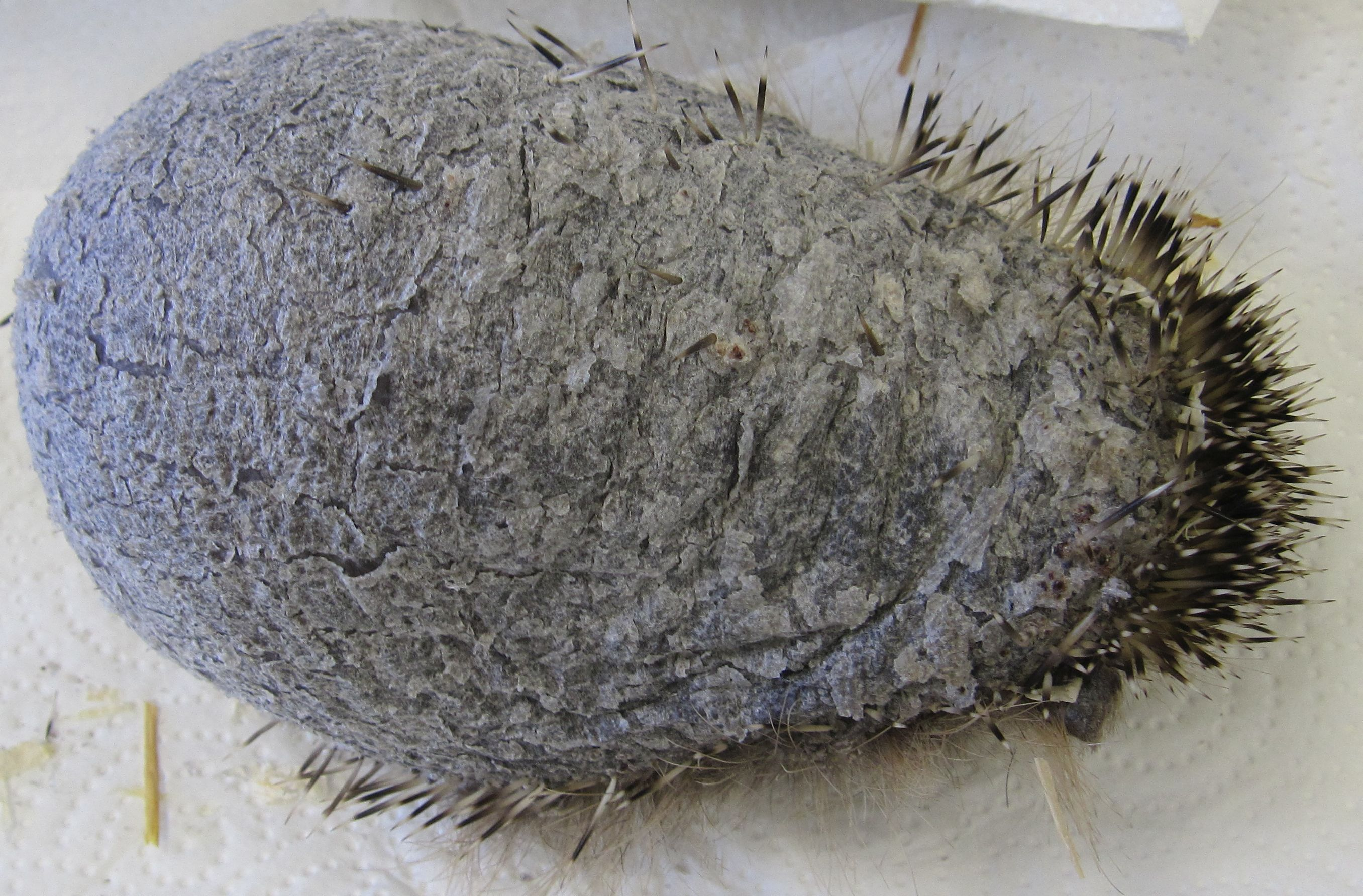
Dermatophytose d'un hérisson.

Le Hérisson d’Europe n’a que peu de prédateurs car ses piquants et son aptitude à s’enrouler le protègent de la plupart des carnivores. Par contre, il est la proie de nombreux ectoparasites, du fait de son incapacité à se toiletter et de son mode de vie nidicole. Au delà de leurs pathogénicités propres, ils sont des vecteurs d'agents infectieux tant pour le hérisson que pour d'autres carnivores sauvages et domestiques et les humains vivant à proximité.
Parmi les tiques, les infestations des généralistes Ixodes ricinus et Rhipicephalus sanguineus ainsi que du plus spécifique Ixodes hexagonus sont très fréquentes. Selon les régions, entre la moitié et la quasi-totalité des hérissons en sont porteurs, les tiques adultes se retrouvant sur le corps au printemps et en automne, les larves en été. En cas de fort taux d'infestation, le volume de sang prélevé peut être significatif, avoisinant les 10% du volume sanguin du hérisson, ce qui engendre son amaigrissement, une anémie et une dépression générale. Il semble néanmoins que leur présence soit plus la conséquence d'un état de faiblesse que la cause. Les tiques du hérisson sont des vecteurs d'agents bactériens infectieux comme Borrelia burgdorferi, qui cause la maladie de Lyme, Anaplasma phagocytophilum, un pathogène du bétail comme de l'humain,  des espèces de Rickettsia, à l'origine de rickettsioses et des espèces de Babesia, agents de la babésiose.
Parmi les acariens, le Hérisson européen abrite des agents de gale de la famille des Sarcoptidae ou des Psoroptidae qui vivent dans son épiderme, la principale espèce étant Caparinia tripilis. Cette infestation peut être asymptomatique ou la cause de desquamations voire de croûtes. Des cas extrêmes peuvent mettre la vie du hérisson en danger. Quelques acariens sont vecteurs de dermatophytes, agents de dermatophytoses. Demodex erinacei est un Demodex spécifique dont la présence est asymptomatique.
Parmi les puces, Archaeopsylla erinacei est l'espèce la plus courante. Elle infeste la moitié à la quasi-totalité des hérissons étudiés mais son pouvoir pathogène est généralement faible. Elle est par contre le vecteur important de bactéries telles Bartonella henselae et Rickettsia felis à l'origine  de zoonoses chez les animaux domestiques comme chez les humains.
Certaines mouches sont à l'origine de myiases. Il s'agit de mouches vertes nécrophages et endoparasites généralistes du genre Lucilia ou de mouches bleues comme Calliphora vicina qui déposent leurs larves sur des lésions préexistantes. Une étude anglaise montre que 2 % des hérissons sont porteurs de myiases. Cependant, selon les espèces, les asticots peuvent se nourrir uniquement de tissus morts et être positifs pour la santé de leur hôte ou constituer une infestation mortelle s'ils creusent les tissus sains.
Enfin, le hérisson souffre d'endoparasites tels les vers intestinaux et pulmonaires.

### Accidents divers
La noyade dans les piscines ou la chute dans les trous mais aussi l'étouffement avec des détritus (boîtes de conserves, anneaux métalliques ou plastiques) représentent également un risque pour les hérissons. Pour éviter la noyade placez une planche de bois contre le rebord de la piscine ou du point d'eau afin que le hérisson grimpe dessus et sorte de l'eau (il se fatigue très vite).

### Actions de protection
On peut aider le hérisson de différentes façons, notamment en l'invitant à s'installer dans notre jardin. Il sera ainsi un très bon auxiliaire dans la lutte contre les limaces et les divers insectes du potager. Les mesures concrètes de protection du hérisson sont simples et à la portée de chacun d'entre nous. 
On peut maintenir ou planter des haies champêtres constituées d'essences indigènes à votre région qui attireront sans doute aussi de nombreux oiseaux. Également laisser des bandes enherbées le long des haies ou des allées et aménager un passage de 10×15 cm dans le bas de vos clôtures de jardin l'aidera dans sa chasse.
Il faut éviter d'épandre des produits chimiques de synthèse dans son jardin et préférer le jardinage biologique. Ainsi pour lutter contre les limaces des solutions biologiques existent comme le piège à bière, la cendre ou la sciure de bois autour des plants, les granulés à base de phosphate de fer (ferramol) ou le nemaslug (nématodes prédateurs des limaces, mais qui s'attaquent aussi aux escargots dont se nourrissent les hérissons) et les appâts végétaux (peau de pamplemousse retournée).
Il faut favoriser les gîtes à hérisson dans les parcs, les haies, les bois, en laissant en place des tas de feuilles, de foin ou des fagots et des broussailles. Un hérisson n'est pas forcément attiré par un jardin propre et bien entretenu… Il préfère les jardins simples à potager et avec quelques tas de feuilles.
Si on trouve un hérisson blessé ou malade, il convient de le remettre à un centre de sauvegarde de la faune sauvage.

## Protection
Le Hérisson d'Europe bénéficie d'une protection totale sur le territoire français depuis l'arrêté ministériel du 17 avril 1981 relatif aux mammifères protégés sur l'ensemble du territoire. Il est donc interdit de le détruire, le mutiler, le capturer ou l'enlever ou de le naturaliser. Qu'il soit vivant ou mort, il est aussi interdit de le transporter, colporter, de l'utiliser, de le mettre en vente, de le vendre ou de l'acheter. Il est inscrit à l'annexe III de la convention de Berne.
Enfin, les maltraitances envers ces animaux peuvent être signalées à l'association « le Sanctuaire des Hérissons » qui se charge de porter plainte, y compris lorsque les auteurs des faits sont inconnus.

## Le Hérisson commun dans la culture
Attendrissant quand il est apprivoisé mais redoutable quand il hérisse ses piquants et se met en boule, parfois convoité pour sa chair, le hérisson est à l'origine de multiples croyances, rituels ou influences artistiques.

## Le Hérisson dans la culture populaire
Le Hérisson le plus populaire est sans aucuns doutes Sonic de la franchise de jeux vidéos Sonic the Hedgehog ainsi que de ces dérivées et adaptations que cela soit des goodies, films et séries, les jeux, films et autres incluant un bon nombres de personages Anthropomorphiques qui sont pour certains d'entres eux d'autres Hérissons anthropomorphiques avec des caractéristiques humanoïdes, les hérissons notables dans l'univers Sonic the Hedgehog sont: Sonic, Knuckles (qui n'est pas un Hérisson mais un Échidné), Amy, Silver, Shadow, Scourge, Sonia ou encore Mephiles.